# Championnat de Tchécoslovaquie de football 1989-1990
Navigation
Saison précédente Saison suivante
La saison 1989-1990 du Championnat de Tchécoslovaquie de football est la 64e édition du championnat de première division en Tchécoslovaquie. Les seize meilleurs clubs du pays se retrouvent au sein d'une poule unique, la First League, où les formations s'affrontent deux fois, à domicile et à l'extérieur. À l'issue du championnat, les deux derniers du classement sont relégués et remplacés par les deux meilleurs clubs de II. Liga, la deuxième division tchécoslovaque.
C'est le club du Sparta Prague, triple tenant du titre, qui termine à nouveau en tête du classement du championnat, avec cinq points d'avance sur le FC Banik Ostrava et neuf sur le FK Inter Bratislava. C'est le 21e titre de champion de Tchécoslovaquie de l'histoire du club.

## Les 16 clubs participants
| - Dukla Prague - TJ Vitkovice - Zbrojovka Brno - Promu de II. Liga - DAC Dunajska Streda - FC Bohemians Prague - SK Slovan Bratislava - ZVL Povazska Bystrica - Promu de II. Liga - FK Inter Bratislava | - Dukla Banska Bystrica - FC Banik Ostrava - RH Cheb - Plastika Nitra - SK Sigma Olomouc - SK Slavia Prague - Spartak Trnava - AC Sparta Prague |

## Compétition

### Classement
Le barème utilisé pour établir le classement est le suivant :
- Victoire : 2 points
- Match nul : 1 point
- Défaite : 0 point

| Rang | Équipe                    | Pts | J  | G  | N  | P  | Bp | Bc | Diff |
| ---- | ------------------------- | --- | -- | -- | -- | -- | -- | -- | ---- |
| 1    | AC Sparta Prague (T)      | 46  | 30 | 21 | 4  | 5  | 77 | 27 | +50  |
| 2    | FC Baník Ostrava          | 41  | 30 | 16 | 9  | 5  | 50 | 24 | +26  |
| 3    | FK Inter Bratislava       | 37  | 30 | 16 | 5  | 9  | 55 | 30 | +25  |
| 4    | FC Bohemians Prague       | 35  | 30 | 14 | 7  | 9  | 43 | 31 | +12  |
| 5    | ŠK Slovan Bratislava      | 35  | 30 | 10 | 15 | 5  | 29 | 25 | +4   |
| 6    | Plastika Nitra            | 34  | 30 | 15 | 4  | 11 | 50 | 37 | +13  |
| 7    | Dukla Prague (C)          | 31  | 30 | 12 | 7  | 11 | 41 | 32 | +9   |
| 8    | SK Sigma Olomouc          | 31  | 30 | 12 | 7  | 11 | 39 | 42 | -3   |
| 9    | TJ Vitkovice              | 29  | 30 | 12 | 5  | 13 | 38 | 51 | -13  |
| 10   | SK Slavia Prague          | 28  | 30 | 10 | 8  | 12 | 37 | 39 | -2   |
| 11   | RH Cheb                   | 27  | 30 | 11 | 5  | 14 | 28 | 34 | -6   |
| 12   | Zbrojovka Brno (P)        | 27  | 30 | 10 | 7  | 13 | 40 | 49 | -9   |
| 13   | FK Dukla Banská Bystrica  | 25  | 30 | 10 | 5  | 15 | 35 | 42 | -7   |
| 14   | DAC Dunajská Streda       | 24  | 30 | 9  | 6  | 15 | 30 | 43 | -13  |
| 15   | FC Spartak Trnava         | 18  | 30 | 4  | 10 | 16 | 23 | 62 | -39  |
| 16   | ZVL Považská Bystrica (P) | 12  | 30 | 5  | 2  | 23 | 23 | 70 | -47  |

|  | Qualification pour la Coupe d'Europe des clubs champions 1990-1991                                |
|  | Qualification pour la Coupe des Coupes 1990-1991                                                  |
|  | Qualification pour la Coupe UEFA 1990-1991                                                        |
|  | Relégation en II. Liga                                                                            |
|  | (T) Tenant du titre (C) Vainqueur de la Coupe du Tchécoslovaquie (P) : Promu de deuxième division |

## Bilan de la saison
| Championnat de Tchécoslovaquie de football 1989-1990 |                              |
| Champion                                             | AC Sparta Prague (21e titre) |
| Coupes et trophées                                   |                              |
| Vainqueur de la Coupe de Tchécoslovaquie 1989-1990   | Dukla Prague                 |
| Qualifications continentales                         |                              |
| Coupe d'Europe des clubs champions 1990-1991         | AC Sparta Prague             |
| Coupe des Coupes 1990-1991                           | Dukla Prague                 |
| Coupe UEFA 1990-1991                                 | FC Banik Ostrava             |
| Coupe UEFA 1990-1991                                 | FK Inter Bratislava          |
| Promotions et relégations                            |                              |
| Promus en I. Liga                                    | Tatran Presov                |
| Promus en I. Liga                                    | Spartak Hradec Králové       |
| Relégués en II. Liga                                 | FC Spartak Trnava            |
| Relégués en II. Liga                                 | ZVL Považská Bystrica        |